# Международный фонд избирательных систем
Международный фонд избирательных систем (англ. International Foundation for Electoral Systems, IFES) — международная некоммерческая организация, основанная в 1987 году в Арлингтоне (штат Вирджиния, США). Фонд оказывает помощь и поддержку организаторам и участникам выборов в новых и зарождающихся демократиях. IFES имеет опыт работы в 145 странах и в настоящее время осуществляет программы более чем в 50 странах Азиатско-Тихоокеанского региона, Африки, Евразии, Ближнего Востока и Северной Африки, а также Америки.
IFES — неправительственная организация, зарегистрированная в США под номером 501(c). По данным IFES, фонд работает над продвижением надлежащего управления и демократических прав, предоставляя техническую помощь организаторам выборов, сотрудничая с гражданским обществом и государственными учреждениями для расширения участия в политическом процессе и применяя исследования на местах для улучшения избирательного цикла и развития доверия. избирательные органы. IFES контролируется Советом директоров, состоящим из американских политиков, как демократов, так и республиканцев, а также представителей международного сообщества. С 2018 года президентом и CEO IFES вместо Билла Суини стал бывший сотрудник аппарата ООН Энтони Бэнбери.

## История
IFES был основан американским политконсультантом и политиком Ф. Клифтоном Уайтом 19 сентября 1987 года как ответ на Вестминстерскую речь Рональда Рейгана в 1982 году, в которой он подчеркнул важность продвижения демократии. IFES был создан вместе с другими организациями, финансируемыми федеральным правительством США, заявляющими, что они сосредоточены на продвижении демократии, включая Национальный фонд демократии (NED), Национальный демократический институт международных отношений (NDI) и Международный республиканский институт (IRI).
В 1989 году IFES начал свой первый проект, посвященный всеобщим выборам в Парагвае того же года.
В 1990 году на Гаити IFES открыл свой первый местный офис.
В 1991 году IFES созвала конференцию, на которой была создана Ассоциация организаторов выборов Центральной и Восточной Европы (ACEEEO), подписано первое соглашение о сотрудничестве с USAID, а также был открыт новый Ресурсный центр.
В 1995 году IFES приступил к созданию совместно с Международным республиканским институтом и Национальным демократическим институтом международных отношений Консорциума по выборам и укреплению политического процесса (CEPPS). Это соглашение о сотрудничестве, контролируемое Управлением по вопросам демократии и управления USAID, которое является основным подрядчиком программы Управления по делам демократии и управления по выборам и политическим процессам, которое оказывает техническую помощь и поддержку миссиям USAID по всему миру.
В 1995 году IFES также провёл свои первые исследования в России и Украине. Первая неправительственная организация, созданная IFES, CENTRAS, также стала частной в это время как продолжение проекта IFES «Civic Voice» в Румынии.
В 1996 году IFES получил своё первое международное назначение от ОБСЕ (Босния и Герцеговина), а в 1997 году работала с Ассоциацией избирательных организаций Карибского бассейна (ACEO) над принятием Сан-Хуанской декларации.
В 1998 году IFES объединился с International IDEA и UNDESA при финансовой поддержке USAID, чтобы выпустить проект Administration and Cost of Elections (ACE), который стал международным хранилищем знаний по управлению выборами, уделяя особое внимание административным и финансовым последствиям доступных вариантов. В 2006 году название было изменено на ACE Electoral Knowledge Network (буквы ACE больше не означают «Администрирование» и «Стоимость выборов») и запущен новjt онлайн-хранилище знаний, которое предоставляет информацию и советы по улучшению выборов и избирательного процесса.
В 1998 году IFES открыл на Филиппинах свой первый полевой офис в Азии.
В 1999 году в рамках молодежной и предвыборной программ IFES организовал 10-дневный летний демократический лагерь для учащихся средних и старших классов. Лагеря демократии учат молодежь демократии и тому, как участвовать в политическом процессе. Первый Лагерь демократии был организован в Узбекистане летом 1999 года.
В 2002 году IFES работал над своими первыми внутренними проектами, посвящёнными выборам во Флориде в 2002 году.
В 2002 году избиратели с ограниченными возможностями смогли использовать тактильный бюллетень IFES на президентских и парламентских выборах в Сьерра-Леоне в мае 2002 года. Впервые в Африке слабовидящие смогли проголосовать без посторонней помощи и тайно.
В 2003 году IFES приобрёл The Center for Democracy, организацию, основанную в 1985 году историком Алленом Вайнштейном.
В 2005 году IFES учредил Премию Чарльза Т. Манатта за демократию, чтобы воздать должное выдающимся мужчинам и женщинам, которые привержены свободе и демократии, как и дипломат Манатт. Этой премией IFES ежегодно награждает трёх человек: одного демократа, одного республиканца и одного члена международного сообщества, чтобы подчеркнуть тот факт, что демократическая работа преодолевает политические барьеры и национальные границы.
В рамках празднования 20-летия IFES в 2007 году в Вашингтоне прошла четвёртая конференция Глобальная избирательной организации (GEO Conference). На эту конференцию собрались 200 официальных лиц, ответственных за выборы, и сторонников демократии из 67 стран, чтобы обсудить самые насущные вопросы в области организации выборов.
Учитывая всеобщее внимание к президентским выборам в США в 2016 года, IFES собрал 550 участников из 90 стран для участия в U.S. Election Program в 2016 года и Седьмой конференции Глобальной избирательной организации (GEO-7) с 6 по 10 ноября. USEP и GEO-7 2016 года стали крупнейшим международным собранием профессионалов в области выборов года и 13-м, организованным IFES с 1992 года. В мероприятии приняли участие представители избирательных комиссий, парламентарии и дипломаты со всего мира, чтобы понаблюдать и узнать об избирательной системе США, а также обсуждать выборы и голосование со сравнительной международной точки зрения.

## Руководство
- Председатель Совета — Томас Дивайн[12]
- Сопредседатель — Джон Кеннет Блэкуэлл[англ.][13]
- Президент и CEO — Энтони Бэнбери[2]

## Награды
IFES ежегодно вручает две награды: премию Джо К. Бакстера и премию Чарльза Т. Манатта за демократию.
| Year | Baxter Award for Election Practitioners | Democracy Award        |
| ---- | --------------------------------------- | ---------------------- |
| 2009 | Rafael López-Pintor                     |                        |
| 2010 | Kwadwo Afari-Gyan                       | Ziad Baroud            |
| 2011 | Delia Ferreira Rubio                    | Johann Kriegler        |
| 2012 | Christian Monsod                        | Maimuna Mwidau         |
| 2013 | Jørgen Elklit                           | Leonardo Valdes Zurita |
| 2014 | Christiana Thorpe                       | Maria Corina Machado   |
| 2015 | Michael Maley                           | Attahiru Jega          |
| 2016 | Chafik Sarsar                           | Nay Lin Soe            |
| 2017 | Tamar Zhvania                           | Luis Almagro Lemes     |
| 2018 | Dong Nguyen Huu                         | Ellen Johnson Sirleaf  |
| 2019 | Alan Wall                               | Margot Wallström       |